# Tô Hoài
Tô Hoài (tên thật là: Nguyễn Sen; 27 tháng 9 năm 1920 – 6 tháng 7 năm 2014) là một nhà văn Việt Nam được tặng Giải thưởng Hồ Chí Minh về Văn học Nghệ thuật năm 1996. Ông là Tổng Thư ký đầu tiên của Hội Nhà văn Việt Nam (1957-1963). Dế Mèn phiêu lưu ký là tác phẩm được nhiều người biết nhất của ông dành cho thiếu nhi.

## Tiểu sử
Tô Hoài sinh ngày 27 tháng 9 năm 1920 tại quê nội thôn Cát Động, Thị trấn Kim Bài, huyện Thanh Oai (nay là xã Thanh Oai), thành phố Hà Nội trong một gia đình thợ thủ công. Ông lớn lên ở quê ngoại xã Nghĩa Đô, huyện Từ Liêm (nay là phường Nghĩa Đô), thành phố Hà Nội. Bút danh Tô Hoài gắn với hai địa danh: sông Tô Lịch và phủ Hoài Đức.
Đến tuổi thanh niên, ông đã phải làm nhiều việc để kiếm sống như dạy trẻ, bán hàng, kế toán hiệu buôn,... và có những lúc thất nghiệp. Năm 1943, Tô Hoài gia nhập Hội Văn hóa cứu quốc. Trong chiến tranh Đông Dương, ông chủ yếu hoạt động trong lĩnh vực báo chí, nhưng vẫn có một số thành tựu quan trọng về văn học như Truyện Tây Bắc.
Từ năm 1954 trở đi, ông tập trung vào sáng tác. Ông là thành viên sáng lập và là Tổng Thư ký đầu tiên của Hội Nhà văn Việt Nam (1957-1963).
Ông mất ngày 6 tháng 7 năm 2014 tại Hà Nội.

## Sự nghiệp
Trong cuộc đời sáng tác, Tô Hoài đã dùng nhiều bút danh khác ngoài Tô Hoài như: Mai Trang, Mắt Biển, Thái Yên, Vũ Đột Kích, Hồng Hoa và Phạm Hòa.
Truyện dài Dế Mèn phiêu lưu ký được ông hoàn thành năm 1941, là tác phẩm được nhiều người biết nhất của ông dành cho thiếu nhi.
Tác phẩm gần đây của ông là Ba người khác, nội dung viết về thời kỳ cải cách ruộng đất tại miền Bắc Việt Nam. Sách được viết xong năm 1992 nhưng đến 2006 mới được phép in. Cuốn sách đã gây tiếng vang lớn và theo một số nhà phê bình là "đã mở ra diện mạo mới cho văn chương Việt Nam" trong nền văn học hiện thực.
Tính đến khi qua đời, Tô Hoài đã có hơn 100 tác phẩm thuộc nhiều thể loại khác nhau: truyện ngắn, truyện dài kỳ, hồi ký, kịch bản phim, tiểu luận và kinh nghiệm sáng tác. Một số tác phẩm đề tài thiếu nhi của ông được dịch ra nhiều ngoại ngữ khác nhau.
Ông được Nhà nước Việt Nam tặng Giải thưởng Hồ Chí Minh về Văn học – Nghệ thuật đợt 1 (1996) cho các tác phẩm: Xóm giếng, Nhà nghèo, O chuột, Dế mèn phiêu lưu ký, Núi Cứu quốc, Truyện Tây Bắc, Mười năm, Xuống làng, Vỡ tỉnh, Tào lường, Họ Giàng ở Phìn Sa, Miền Tây, Vợ chồng A Phủ, Tuổi trẻ Hoàng Văn Thụ.  

## Tác phẩm chính
- Dế Mèn phiêu lưu ký (truyện dài, 1941)
- Giăng thề (tập truyện ngắn, 1941)
- O chuột (tập truyện ngắn, 1942)
- Quê người (tiểu thuyết, 1942)
- Nhà nghèo (tập truyện ngắn, 1944)
- Cỏ dại (hồi kí, 1944)
- Núi cứu quốc (truyện ngắn, 1948)
- Xuống làng (tập truyện ngắn, 1950)
- Đại đội Thắng Bình (ký, 1950)
- Truyện Tây Bắc (tập truyện, 1953)
- Khác trước (truyện vừa, 1957)
- Mười năm (tiểu thuyết, 1957)
- Một số kinh nghiệm viết văn của tôi (1959)
- Thành phố Lênin (ký sự, 1961)
- Vỡ tỉnh (tập truyện ngắn, 1962)
- Người bạn đọc ấy (kinh nghiệm sáng tác, 1963)
- Tôi thăm Campuchia (ký, 1964)
- Miền Tây (tiểu thuyết, 1967)
- Nhật kí vùng cao (nhật kí, 1969)
- Tuổi trẻ Hoàng Văn Thụ (tiểu thuyết, 1971)
- Người ven thành (tập truyện ngắn, 1972)
- Sổ tay viết văn: những chia sẻ về kinh nghiệm cầm bút (kinh nghiệm sáng tác, 1977)
- Tự truyện (1978)
- Trái Đất tên người (ký, 1978)
- Những ngõ phố, người đường phố (tiểu thuyết, 1980)
- Quê nhà (tiểu thuyết, 1981)
- Hoa hồng vàng song cửa (tập bút ký, 1981)
- Nhớ Mai Châu (tiểu thuyết, 1988)
- Cát bụi chân ai (hồi kí, 1992)
- Nghệ thuật và phương pháp viết văn (kinh nghiệm sáng tác, 1997)
- Chiều chiều (tiểu thuyết, 1999)
- Truyện Nỏ thần (truyện thiếu nhi, 2003)
- Ba người khác (tiểu thuyết, 2006)
- Mẹ mìn bố mìn (truyện thiếu nhi, 2007)
- Chuyện cũ Hà Nội (ký sự, 2010)
- Đảo hoang (tiểu thuyết, 2011)
- Nhà Chử (truyện thiếu nhi, 2012)
- Truyện li kì (tập truyện ngắn, 2012)
- Những ký ức không chịu ngủ yên (tự truyện, 2017)
- Giữ gìn 36 phố phường (tập tạp văn, 2017)
- Người con gái xóm Cung (tuyển tập truyện ngắn, 2017)

## Vinh danh
- Giải thưởng Hồ Chí Minh về Văn học  Nghệ thuật (đợt 1 – 1996).
- Giải Bùi Xuân Phái – Vì tình yêu Hà Nội 2010[5]

### Giải thưởng văn học
- Giải nhất Tiểu thuyết của Hội Văn nghệ Việt Nam 1956 (Truyện Tây bắc);
- Giải A Giải thưởng Hội Văn nghệ Hà Nội 1970 (tiểu thuyết Quê nhà);
- Giải thưởng của Hội Nhà văn Á – Phi năm 1970 (tiểu thuyết Miền Tây);

### Tưởng nhớ
Ngày 27 tháng 10 năm 2015, Hiệu sách Dế Mèn khai trương tại ngôi nhà 108, C3, tập thể Nghĩa Tân, Hà Nội, vốn là thư phòng của nhà văn Tô Hoài trước kia. Hiệu sách Dế Mèn do chính con cháu Tô Hoài thực hiện, diện tích rộng hơn 10m² tương lai sẽ có thêm phòng đọc mini phía trong – nơi nhà văn Tô Hoài từng ngồi viết văn, ngủ, nghỉ. Ngoài các đầu sách của nhà văn Tô Hoài, hiệu sách còn có nhiều tác phẩm cho thiếu nhi, phần lớn là sách văn học. Hiệu sách cũng tạo công việc cho con cháu trong nhà, giúp các cháu có cơ hội hiểu thêm về ông và là nơi để bạn bè, người yêu sách ghé thăm như khi ông còn sống.

## Quan điểm
| “                 | Hà Nội do dân tứ phương lập nên. Người Hà Nội gốc có lẽ chỉ là mấy anh đánh cá ở sông Tô Lịch. Mà Tô Lịch chỉ còn là một phế tích. Chẳng có ai sống ở Hà Nội được đến mười đời. Vì thế muốn hiểu tính cách người Hà Nội, ta phải tìm hiểu tính cách chung của người Việt Nam, rồi nghiên cứu cá tính người thành thị thì mới ra tính cách người Hà Nội. Tất nhiên người Hà Nội có nét hào hoa phong nhã, nhưng đấy không phải tận gốc mà là tinh hoa của nhiều vùng đất tạo nên. Dân Hà Nội là dân tứ chiếng. Vì thế, ở Hà Nội tuyệt nhiên không có chuyện cục bộ địa phương. Bất cứ ai cũng có thể về làm Lãnh đạo Hà Nội. Tôi cho đó cũng là một nét rất hay của Hà Nội. | ” |
| — Nhà văn Tô Hoài | |   |

## Đánh giá
| “                        | Tô Hoài như một từ điển sống, một pho sách sống. Ông như cuốn Bách khoa Toàn thư mà không Viện sĩ nào, không Học giả nào có thể sánh được. Tôi đã có dịp tò mò hỏi ông về Hà Nội và rất ngạc nhiên. Tôi không ngờ ông hiểu Hà Nội sâu sắc đến thế. Tôi gọi ông là Nhà Hà Nội học, dù ông không nghiên cứu. | ” |
| — Nhà thơ Trần Đăng Khoa | |   |